# ستيفان جيلوفاك
ستيفان جيلوفاك (بالصربية: Стеван Јеловац) مواليد 8 يوليو 1989 في نوفي ساد، جمهورية صربيا الاشتراكية، هو لاعب كرة سلة صربي. بدأ مسيرته الاحترافية في سنة 2008. يلعب في الدوري الإسباني لكرة السلة. يحمل الرقم 89.

## المسيرة الاحترافية
لعب مع نادي ميغا لكرة السلة في موسم 2009–2010، ثم لعب مع نادي ريد ستار لكرة السلة في سنة 2010، ثم لعب مع يوفي كازيرتا باسكت في الدوري الإيطالي في موسم 2012–2013، ثم لعب مع ليتوفوس رايتس في موسم 2013–2014، ثم لعب مع باسكت سرقسطة 2002 في الدوري الإسباني في سنة 2014.

## روابط خارجية
- ستيفان جيلوفاك على موقع الدوري الأوروبي لكرة السلة (الإنجليزية)
- ستيفان جيلوفاك على موقع الدوري الإسباني لكرة السلة (الإسبانية)
- ستيفان جيلوفاك على موقع كرة السلة الأوروبية.كوم (الإنجليزية)
- ستيفان جيلوفاك على موقع ريلجم (الإنجليزية)
- ستيفان جيلوفاك على موقع بروبوليرز (الإنجليزية)
- ستيفان جيلوفاك على موقع سبورتس رفرنس (الإنجليزية)